# Levantamento de peso nos Jogos Pan-Americanos de 2015 - Até 94 kg masculino
A categoria até 94 kg masculino do levantamento de peso nos Jogos Pan-Americanos de 2015 foi disputada em 14 de julho  no Centro Esportivo Oshawa, em Oshawa. 

## Calendário
Horário local (UTC-4).
| Data        | Horário | Fase  |
| ----------- | ------- | ----- |
| 14 de julho | 16:30   | Final |

## Medalhistas
| Ouro   | USA Kendrick Farris |
| Prata  | USA Norik Vardanian |
| Bronze | CUB Javier Vanega   |

## Recordes
Recordes mundial e pan-americano antes da disputa dos Jogos Pan-Americanos de 2015.
| Recorde mundial       | Arranque  | GRE Akakios Kakiasvilis | 188 kg | Atenas, Grécia                      | 27 de novembro de 1999 |
| Recorde mundial       | Arremesso | KAZ Ilia Ilin           | 233 kg | Londres, Reino Unido                | 4 de agosto de 2012    |
| Recorde mundial       | Total     | KAZ Ilia Ilin           | 418 kg | Londres, Reino Unido                | 4 de agosto de 2012    |
| Recorde Pan-Americano | Arranque  | CUB Carlos Hernández    | 175 kg | Winnipeg, Canadá                    | 13 de agosto de 1999   |
| Recorde Pan-Americano | Arremesso | CUB Yoandry Hernández   | 221 kg | Rio de Janeiro, Brasil              | 17 de julho de 2007    |
| Recorde Pan-Americano | Total     | VEN Julio Luna          | 395 kg | Santo Domingo, República Dominicana | 15 de agosto de 2003   |

## Resultado
| Pos.              | Halterofilista     | Nacionalidade      | Grupo | Peso Atleta (kg) | Arranque (kg) | Arremesso (kg) | Total (Kg) |
| ----------------- | ------------------ | ------------------ | ----- | ---------------- | ------------- | -------------- | ---------- |
| Medalha de ouro   | Kendrick Farris    | USA Estados Unidos | A     | 92.27            | 163           | 203            | 366        |
| Medalha de prata  | Norik Vardanian    | USA Estados Unidos | A     | 93.52            | 160           | 202            | 362        |
| Medalha de bronze | Javier Vanega      | CUB Cuba           | A     | 92.74            | 166           | 195            | 361        |
| 4                 | Herbys Márquez     | VEN Venezuela      | A     | 93.64            | 155           | 195            | 350        |
| 5                 | Freddy Tenorio     | ECU Equador        | A     | 88.35            | 155           | 192            | 347        |
| 6                 | Marco Gregorio     | BRA Brasil         | A     | 91.67            | 160           | 187            | 347        |
| 7                 | Rigoberto Pérez    | MEX México         | A     | 93.63            | 150           | 185            | 335        |
| 8                 | Ivan Palacios      | ARG Argentina      | A     | 92.98            | 145           | 180            | 325        |
| 9                 | Christopher Pavón  | HON Honduras       | A     | 93.76            | 145           | 180            | 325        |
| 10                | David Samayoa      | CAN Canadá         | A     | 91.17            | 145           | 172            | 317        |
| 11                | Christopher Linton | CRC Costa Rica     | A     | 85.74            | 127           | 167            | 294        |

Legenda
| Recorde mundial                  | Recorde mundial (World record)               |                       | Recorde africano                      | Recorde africano (African) |                                           | Q | Classificado por posição (Qualified) |
| Recorde dos Jogos Pan-Americanos | Recorde pan-americano (Pan-American record)  | Recorde da América    | Recorde da América (Americas)         | q                          | Classificado por melhor tempo (Qualified) |   |                                      |
| Melhor marca do ano              | Melhor marca do ano (World leading)          | Recorde asiático      | Recorde asiático (Asian)              | DNS                        | Não largou (Did not start)                |   |                                      |
| Recorde nacional                 | Recorde nacional (National record)           | Recorde europeu       | Recorde europeu (European)            | DNF                        | Não terminou (Did not finish)             |   |                                      |
| Recorde pessoal                  | Recorde pessoal do atleta (Personal best)    | Recorde da Oceania    | Recorde da Oceania (Oceania)          | DSQ / DQ                   | Desclassificado (Disqualified)            |   |                                      |
| Recorde da temporada             | Recorde da temporada do atleta (Season best) | Recorde sul-americano | Recorde sul-americano (South America) | NM                         | Sem marca (No mark)                       |   |                                      |